# Prowincja Rieti
Prowincja Rieti (wł. Provincia di Rieti) – prowincja we Włoszech. 
Nadrzędną jednostką podziału administracyjnego jest region (tu: Lacjum), a podrzędną jest gmina. Liczba gmin w prowincji: 73.

## Charakterystyka
Powierzchnia prowincji wynosi 2 751 km². W prowincji mieszkało 1 stycznia 2021 roku 151 335 osób. Liczba ludności uległa w latach 60. i 70. XX wieku znacznemu spadkowi. Od lat 90. XX wieku odnotowano niewielkie polepszenie się sytuacji demograficznej.
Teren prowincji jest w przeważającej części górzysty i pagórkowaty. Prowincja obejmuje swym obszarem tereny Sabiny (łac. Sabinum), Monti Reatini, Monti della Laga, Monte Velino, górną część Doliny Tronto oraz Monti del Cicolano.
W prowincji rozwinięte są różne gałęzie rolnictwa i przemysł spożywczy. W Rieti, głównym mieście prowincji, istnieje przemysł chemiczny i włókienniczy. Obecność gór wpływa na rozwój turystyki górskiej i sportów zimowych. Cittaducale jest miastem uzdrowiskowym.